# 水野かほる
水野 かほる（みずの かおる）は、日本の言語学者（日本語教育・社会言語学）。教育学修士（愛知教育大学・1984年）、修士（学術）（名古屋大学・1993年）。静岡県立大学国際関係学部教授・大学院国際関係学研究科教授。
名古屋大学大学院文学研究科助手、静岡県立大学国際関係学部講師、静岡県立大学国際関係学部助教授などを歴任。

## 来歴

### 生い立ち
愛知県立大学文学部社会福祉学科に進学、1981年3月、同大学を卒業。その後、愛知教育大学大学院教育学研究科社会科教育専攻に進学、1984年3月、同大学院修了に伴い、教育学修士の学位を取得。さらに、名古屋大学大学院文学研究科日本言語文化専攻にて学んだ。1993年3月、名古屋大学大学院博士前期課程修了に伴い、修士（学術）の学位を取得。1994年5月、名古屋大学大学院博士後期課程を中途退学した。

### 研究者として
1994年5月、母校・名古屋大学大学院文学研究科助手に就任、主として日本言語文化専攻を担当した。1997年2月、名古屋大学を退職。同年4月、静岡県立大学国際関係学部講師に就任。2000年4月、静岡県立大学国際関係学部助教授に昇任。学校教育法の改正に伴い、2007年4月より、静岡県立大学国際関係学部准教授となり、主として国際言語文化学科の日本文化コースの講義を担当した。なお、静岡県立大学大学院国際関係学研究科准教授を兼務、主として比較文化専攻の講義を担当した。

## 研究
専門は言語学。特に日本語教育や社会言語学の研究に取り組んだ。具体的には、外国で暮らしていた子供などに対する日本語教育について研究した。また、司法通訳人の負担の軽減についても研究した。たとえば、通訳人を用いる側に着目し、用いる側の日本語を運用する技術などについて研究した。また、セントラル野球連盟の試合の中継放送における実況アナウンスの発話を調査し、野球で用いられる外来語について分析した論考も発表した。『裁判員裁判時代の法廷通訳人』の執筆・編纂を手掛けた。
日本語教育学会・日本認知科学会・社会言語科学会・日本言語政策学会・日本中部言語学会日本通訳翻訳学会、などに所属。

## 人物
名の「かほる」はいわゆる定家仮名遣であり、読みは「かおる」である。
学生らに対しては「知識や理論を生かし、自分で考え理解し活用する力を身につけてもらいたい」と述べるとともに「摩擦や葛藤に対して、それを正面から見据え、積極的に向かう姿勢と勇気を持って生きる力を育んで欲しい」と述べている。

## 略歴
- 1981年 - 愛知県立大学文学部卒業。
- 1984年 - 愛知教育大学大学院教育学研究科修了。
- 1993年 - 名古屋大学大学院文学研究科博士前期課程修了。
- 1994年 - 名古屋大学大学院文学研究科博士後期課程中途退学。
- 1994年 - 名古屋大学大学院文学研究科助手。
- 1997年 - 静岡県立大学国際関係学部講師。
- 2000年 - 静岡県立大学国際関係学部助教授。
- 2007年 - 静岡県立大学国際関係学部准教授。
- 現在　- 静岡県立大学国際関係部教授・同大学院国際関係学研究科教授[1]

## 著作

### 編纂
- 水野かほる・津田守編著『裁判員裁判時代の法廷通訳人』大阪大学出版会、2016年。ISBN 9784872595079

### 主な論文
- 水野かほる稿「物語作成における日本語学習者の主題展開」『日本認知科学会大会発表論文集』15巻、日本認知科学会大会準備委員会、1998年6月25日、250-251頁。
- 水野かほる稿「浜松市における外国人児童生徒への日本語指導に関する調査報告」『国際関係・比較文化研究』1巻2号、静岡県立大学国際関係学部、2003年3月20日、353-370頁。ISSN 13481231
- 水野かほるほか稿「国際関係学部・研究科留学生に対するグループ・インタビュー調査に関する報告」『国際関係・比較文化研究』1巻2号、静岡県立大学国際関係学部、2003年3月20日、371-381頁。ISSN 13481231
- 水野かほる稿「適正な通訳が保障されるために――司法通訳人に対するグループ・インタビューから」『国際関係・比較文化研究』2巻2号、静岡県立大学国際関係学部、2004年3月30日、451-471頁。ISSN 13481231
- 水野かほる・澤崎宏一稿「学校現場における静岡県立大学生のボランティア支援活動」『国際関係・比較文化研究』4巻2号、静岡県立大学国際関係学部、2006年3月、493-513頁。ISSN 13481231
- 水野かほる稿「静岡県における日本語を母語としない子どもについての実態調査――現状把握及び教育関係者が大学に期待すること」『国際関係・比較文化研究』5巻1号、静岡県立大学国際関係学部、2006年9月、225-246頁。ISSN 13481231
- 水野かほる稿「学校現場における日本語教育ボランティア支援活動――2年間の取り組みの成果と課題」『国際関係・比較文化研究』6巻1号、静岡県立大学国際関係学部、2007年9月、201-217頁。ISSN 13481231
- 水野かほる稿「ベトナムにおける日本語教育の現状と課題――ホーチミン市とハノイ市における聞き取り調査を通して」『国際関係・比較文化研究』7巻1号、静岡県立大学国際関係学部、2008年9月19日、207-218頁。ISSN 13481231
- 水野かほる・渡邊ゆかり稿「野球中継で用いられる外来語」『国際関係・比較文化研究』8巻1号、静岡県立大学国際関係学部、2009年9月18日、49-68頁。ISSN 13481231
- 水野かほる稿「ベトナム人看護師候補者・介護福祉士候補者に対する日本語教育の課題」『国際関係・比較文化研究』9巻1号、静岡県立大学国際関係学部、2010年9月17日、97-110頁。ISSN 13481231
- 水野かほる稿「日本語ボランティア活動を通じて大学生は何を学ぶのか――活動報告の分析から」『国際関係・比較文化研究』10巻2号、静岡県立大学国際関係学部、2012年3月5日、383-397頁。ISSN 13481231
- 水野かほる稿「近年の司法通訳をめぐる状況と課題」『国際関係・比較文化研究』11巻1号、静岡県立大学国際関係学部、2012年9月28日、21-36頁。ISSN 13481231
- 高畑幸ほか稿「法廷通訳の仕事に関する実態調査」『国際関係・比較文化研究』12巻1号、静岡県立大学国際関係学部、2013年9月30日、177-189頁。ISSN 13481231
- 水野かほる・矢崎満夫・高畑幸稿「在日外国人の子どもを対象とした教育支援――静岡県内における大学生の活動から」『国際関係・比較文化研究』13巻1号、静岡県立大学国際関係学部、2014年9月30日、1348-1231頁。ISSN 13481231
- 水野かほる・高畑幸稿「日本語教育ボランティア活動を通して見たブラジル人学校の子どもたち――静岡県磐田市のブラジル人学校の事例からの考察」『国際関係・比較文化研究』14巻2号、静岡県立大学国際関係学部、2016年3月31日、1348-1231頁。ISSN 13481231